# Ryan Thompson (cestista)
Ryan Christopher Thompson (Mount Laurel, 9 giugno 1988) è un ex cestista statunitense.

## Biografia
È il fratello minore di James anch'egli cestista.

## Carriera
Ha militato nella squadra della Rider University, così come il fratello Jason, cestista della NBA.
Prima dell'inizio della stagione 2010-11 ha disputato alcuni incontri amichevoli con gli Utah Jazz; successivamente ha giocato in NBA Development League con la maglia degli Utah Flash, con cui ha messo a referto 460 punti in 42 incontri.
Nella stagione 2011-12 è stato acquistato dal Basket Brescia Leonessa per dispiutare la Legadue FIP 2011-2012.

## Palmarès
- Campionato belga: 1

Ostenda: 2013-14
- Campionato tedesco: 1

Brose Bamberg: 2014-15